# Olivier Troisfontaines
Olivier Troisfontaines (Seraing, 26 ottobre 1989) è un cestista belga.

## Palmarès
- Campionato belga: 4

Ostenda: 2019-20, 2020-21, 2021-22, 2022-23
- Coppa del Belgio: 1

Ostenda: 2021
- Supercoppa BNXT: 2

Ostenda: 2021, 2022